# Папрадищки майстори
Папрадищки майстори (на македонска литературна норма: Папрадишки мајстори) е художествена колония, организирана в град Велес, днес Северна Македония.
Колонията е посветена на живописта и на дърворезбата - двете основни полета за изява на Мияшката художествена школа. Първоначално се провежда във велешкото мияшко село Папрадище, а по-късно се премества в Касаповата и Хаджиконстантиновата къща във Велес. Целта на колонията, която се организира от община Велес, е да рекламира Велес като град на културата и традицията.